# Dråpet
Dråpet (originaltitel Drabet) är en dansk film från 2005, regisserad av Per Fly och skriven av Dorte Warnøe Høgh, Kim Leona, Mogens Rukov och Per Fly. 
Filmen fick Nordiska rådets filmpris 2005 och blev flerfaldigt prisbelönad vid 2006 års Bodil Awards för bästa manliga huvudroll, bästa film och bästa kvinnliga biroll.

## Medverkande
- Jesper Christensen
- Pernilla August
- Beate Bille
- Charlotte Fich
- Michael Moritzen
- Henrik Larsen
- Bodil Sangill
- Kurt Dreyer
- Mads Keiser
- Birgitte Prins
- John Martinus

## Externa hänvisningar
- Dråpet på Internet Movie Database (engelska)